# Osservatorio Letterario
Az Osservatorio Letterario Ferrara e l’Altrove (rövidítve O.L.F.A.) 1997-ben alapított, Ferrarában kéthavonta olasz-magyar nyelven megjelenő nonprofit irodalmi és kulturális periodika. A lap rövidített neve: Osservatorio Letterario.
A lap címlapján a folyóirat neve alatt ez olvasható: „Rassegna di poesia, narrativa, saggistica, critica letteraria – cinematografica – pittorica e di altre Muse”. Magyarul: »A költészet, próza, esszé, irodalom-, filmkritika, festészet és más Múzsák szemléje.« A folyóirat kiadója az alapító-főszerkesztő Dr. Bonaniné Dr. Tamás-Tarr Melinda, az Olasz Köztársaság Lovagja,Juhász Gyula (1883-1937) távoli rokona. Minden olasz irodalom, és az olasz-magyar kapcsolatok iránt elhivatott, és abban elmélyülni kívánó irodalmár szellemi találkozóhelye e kétnyelvű folyóirat. A periodika lapjain az olasz, magyar, valamint a világirodalmi klasszikusok mellett az itáliai és hazai kortársirodalom minden korosztályából találkozhatunk tehetséges, minőségi alkotásokkal: olasz és magyar írók, költők, publicisták mellett "jeles hazai és itáliai professzorok is megvillantják tudományos munkásságuk eredményét. A változatos szépirodalmi mustra közé elegánsan ékelődnek be tartalmas tanulmányok és esszék. 
A ferrarai Irodalmi Figyelő arra hivatott, hogy az olasz-magyar irodalmi kapcsolatokat felkutassa, és a létező legtöbb módon adja azt tovább. Ahogyan az Este-család egykoron felvirágoztatta a ferrarai reneszánsz kultúrát, úgy tündököl most és hoz két nemzetet közelebb egymáshoz az Osservatorio Letterario. Ez az olasz-magyar irodalmi és kulturális kapcsolatokat ápolgató periodika kitartó és szenvedélyes tevékenységét jól bizonyítja az a tény, hogy egyre több országban vált – köztük Magyarországon is – ismertté és elismertté". 
A Pécsi Tudományegyetem Hungarológiai és Alkalmazott Nyelvészeti Szemináriuma kapcsolatban áll e periodikával is, amelynek a 2010/11. sz. HUNGAROLÓGIAI ÉVKÖNYV c. tudományos kiadványában az Osservatorio Letterario bemutatkozik (ld. az V. fejezetet). Az Osservatorio Letterario magyar nyelvű kiegészítő portállal is rendelkezik.

## Tartalma

### Általános tartalom
A folyóirat elsődlegesen italianisztikai és hungarológiai profilú sajtótermék: leginkább az olasz és magyar irodalom, kultúra bemutatására koncentrálódik, Olaszország és Magyarország közötti kulturális értékek kölcsönös átadását szolgálja, de lehetőséget ad más nemzetek irodalmára és kulturájára való kitekintésnek is. Minden egyes számban találhatók írások a százados olasz-magyar kapcsolatokról, azok egymásra hatásáról. A periodika széles teret ad a magyar művészi alkotásoknak, általában a magyar kultúrának a legrégebbi időktől napjainkig. Egy-egy mű párhuzamos, kétnyelvű esetleg többnyelvű publikálásaival a rövidebb lírai és prózai alkotások esetében találkozunk. A nagyobb terjedelmű magyar szövegek a magyar nyelvű Függelékben olvashatók. 

### A folyóirat jelenlegi szerkezete
- Editoriale (vezércikk][13]
- Poesie & Racconti (versek & elbeszélések)
- Grandi Tracce (nagy nyomok)
- Epistolario (episztola)
- Diario di Lettura: Galleria Letteraria & Culturale Ungherese/Lirica ungherese, Prosa Ungherese, Saggistica ungherese (olvasónapló: magyar irodalmi és kulturális galéria/magyar líra, magyar próza, magyar esszé)
- Recensioni & Segnalazioni (recenziók & jelzések)
- Profilo d’Autore (szerzői profil) – ennek a rovatnak a folyóiratbeli helyzete változó ill. néha kimarad
- Tradurre] – Tradire- Interpretare – Tramandare (fordítani – ferdíteni – tolmácsolni – átörökíteni)[14]
- L’Arcobaleno: Rubrica degli Immigrati Stranieri in Italia oppure Autori Stranieri d’altrove che scrivono e traducono in italiano (szivárvány: olaszországi külföldi emigránsok avagy másutt élő olasz nyelven író és fordító külföldi szerzők rovata)
- Cocktail delle muse gemelle: Lirica – Musica – Pittura ed altre Muse (testvérmúzsák koktélja: költészet – zene – festészet és más múzsák)
- Saggistica generale (általános esszé)
- Il cinema e cinema (mozi, az mozi)
- L’Eco & Riflessioni ossia interventi di varie opinioni, critiche e di altre cose (visszhang & elmélkedések avagy hozzászólások és különféle vélemény-nyilvánítások, kritikák és egyebek)
- Notizie (hírek – alkalmi rovat)
- Appendice/Függelék: Rubrica delle opere della letteratura e della pubblicistica ungherese in lingua originale e traduzioni in ungherese/ A magyar irodalom és a publicisztika alkotásai eredeti nyelven és magyar nyelvű műfordítások rovata: vezércikk, lírika, próza, esszé, episztola, szerzői profil, útinapló (ez utóbbi alkalmi rovat), Könyvespolc, Postaláda (olasz és magyar vagy más nyelvű levelek esetleges fordításaikkal)

A folyóiratban a IX. évf. 2005. 43/44. március-április/május-júniusi számától van magyar nyelvű függelék, a magyar nyelvű vezércikk viszont csak a XI./XII. évf. 2008/2009. 59/60. november-december/január-februári számában jelenik meg, amely a legtöbb esetben az eredeti olasz nyelvűnek csak részbeni fordítása, annak kissé eltérő, módosított változata.
A folyóirat terjedelmének növekedését illetően jelentős a változás az induló 22 oldalas kísérleti számhoz képest: ma már 150-250 (+ időnkénti melléklet) oldal jelenik meg. Az internetes web-kóstoló oldalakkal szemben a nyomtatott folyóirat fekete/fehér képeket tartalmaz a 15 éves jubileumi kiadásig, onnantól kezdve színes nyomtatásban jelenik meg.
"A folyóirat igazából könyv méretű. Nagy és vaskos, de jó kézbe venni, mert igen szép. Hogy mennyire, az csak “élőben” derül ki; a fényképek nem adják vissza a ragyogó színeket, és a papír minőségét. Meg az olvasás élményét. Ezen folyóiratot jó olvasni. Igazi kincsesbánya.
Idehaza nincs sajtótermék – talán honlap sem – amelynek ilyen széles terítése volna. A lap két kultúra között közvetít, itáliai írók, költők, tudósok újságírók művei, cikkei olvashatók – némelyik magyarra fordítva (is). De vannak klasszikus műfordítások is; Petrarca-, Dante-szonett modern tolmácsolásban, valamint az olasz költészet számos olyan alkotása, amely magyar nyelven itt olvasható először".

### Borító
A borítólapon is többségében magyar vonatkozású fekete/fehér felvételek láthatók, a borító hátsó oldalán a négy múzsaábrázolásból kettő magyar alkotás: Borsos Miklós grafikája (A kilenc múzsa) és Ferenczy István szobrának képe (A pásztorlány, avagy a művészetek kezdete). A fennmaradó kettő viszont olasz: A zenélő Múzsa (Kr. e. V. sz.-i kupafelület), A kilenc múzsa (a II. sz.-i trieri Villa Romana – Római Villa – padlózat mozaikja).

## Elismerések és kitüntetések
- Az ezer legjobb vállalkozó ötlet egyike díjas (1998)- a Milánói Népi Bank (Banca Popolare di Milano) és a Corriere della Sera országos napilap díja – és az olasz nemzeti Rai-1 Rádió elismerését kapta (2001)[19][20]
- Az Olasz Köztársaság Elnöke, elismerése.[21]
- PIM – Petőfi Irodalmi Múzeum elismerő levele[22]
- Az Olasz Köztársaság Érdemrend Lovagja (1, 2 3)

## Kapcsolódó weboldalak
- Az Osservatorio Letterario hivatalos főhonlapja
- Az Osservatorio Letterario internetes archívuma
- Osservatorio Letterario az olasz Wikipedián
- A folyóirat magyar nyelvű kiegészítő portálja
- A Osservatorio Letterario elérhető példányai és magyar nyelvű függelékei az OSzk – Országos Széchényi Könyvtár EPA-Archívumában
- Az Osservatorio Letterario bemutatása kívülről[halott link]
- Testvérmúzsák ünnepi találkozása – Jakab-Zalánffy Eszter recenziója olasz-, magyar- és spanyol nyelven: a periodika 15 éves tevékenységének méltatása.
- Interjú az Olasz Köztársaság Érdemrend Lovagjával (kétnyelvű)
- PIM-gratuláció